# Wilhelm Frimann Koren Christie

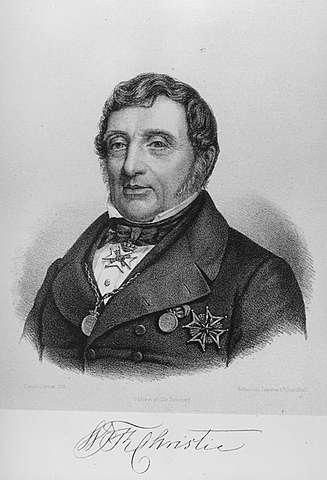
Wilhelm Frimann Koren Christie.

Wilhelm Frimann Koren Christie, född 7 december 1778 i Kristiansund, död 10 oktober 1849 i Bergen, var en norsk politiker. 
År 1799 tog han juridisk ämbetsexamen i Köpenhamn och tjänstgjorde därefter några år dels i det danska kansliet och dels i karantänsdirektionen i Köpenhamn. Ett kärleksförhållande till en ung, vacker kvinna i Köpenhamn hindrades i sin utveckling genom hennes mors ingripande, vilket förmådde honom att avbryta en sällsynt lovande ämbetsmannakarriär i Danmark och i stället återvända till Norge. 
År 1808 blev han sorenskriver i Nordhordaland och bosatte sig då i Bergen. I denna stad levde han i en krets av intelligenta män, kallad "Quod-libet", där man uppmärksamt följde tidens rörelser. Christie var därför förberedd, när 1814 års händelser inträffade. Vid riksförsamlingen på Eidsvold var Christie den förste representanten för Bergen och utsågs till församlingens sekreterare. 
Där stod han Kristian Fredrik nära och åtnjöt dennes förtroende. Däremot tog han inte någon mera framträdande del i riksförsamlingens debatter. Efter kungavalet och riksförsamlingens avslutning sändes han jämte statsrådet Aall och konsul Rosenkilde att som deputerad inför den brittiska regeringen tala sitt lands och dess konungs sak. Han och hans kolleger avvisades emellertid och återvände till Norge. 
Efter konventionen i Moss den 14 augusti samma år, i vilken Aall deltog, valdes Christie till en av Bergens representanter vid det urtima stortinget 1814. Före dettas sammanträdande blev han av Kristian Fredrik fullständigt underrättad om vad som förhandlats mellan denne och de fyra stormakternas representanter, som i juli besökt Kristiania. 
Utrustad med kännedom härom, kunde Christie på stortinget mer än många andra utöva ett bestämmande inflytande och där bli den verklige ledaren. Han var stortingets president och ledde tillika underhandlingarna med de svenska kommissarierna. Redan samtiden uppskattade i rikt mått vad han uträttade därvid. Sålunda skänkte honom stortingets medlemmar i december samma år en guldpokal som erkänsla för det sätt, varpå han utfört sitt värv. 
Christie kände i en helt annan utsträckning än de män, med vilka han hade att förhandla, det, som kan kallas konventionens hemliga förhistoria. Därigenom var han i stånd att bestämma de linjer, efter vilka förhandlingarna skulle föras, i det han på varje punkt visste, hur långt han kunde gå. Efter stortingets upplösning (samma år) sändes han till Stockholm som ordförande för den deputation, som åt Karl XIII överlämnade Norges grundlag och avlade hyllningseden. 
Karl Johan förstod att uppskatta Christies förmåga och satte stort värde på honom. År 1815 blev Christie stiftsamtman i Bergen och representerade åter denna stad på stortingen 1815-16 och 1818, vid vilka han var president och  utövade ett stort inflytande. Christies stora odödliga förtjänst under dessa år var den, att han som stortingets ledande man fastställde dess arbetsordning och skapade de former, i vilka hans hemlands offentliga liv sedan rörde sig. 
Däremot intog han en mera tillbakadragen ställning vid ordnandet av de finansiella spörsmål, som samtidigt stod på dagordningen och för vilka han var mindre intresserad. Emellertid fick han jämte andra framstående män uppbära den ovilja, som uppstod på grund av de tunga ekonomiska bördor som vid denna tid lades på folket under ordnandet av statens penningväsen. Christie blev därför ofta misskänd under dessa år. 
Vid valen till stortinget 1821 vägrade han att motta kandidatur. Han ogillade stortingets hållning i fråga om uppgörelsen med Danmark. Till följd av vacklande hälsa måste han därefter avbryta sin politiska bana, och 1825 sade han upp sig som stiftsamtman. Sedan han avslagit ett anbud att bli statsminister, tog han 1828 arbete som tullinspektor i Bergen, vilket han fortsatte med till sin död. 
Efter 1815 var Christie några år medlem av lagkommissionen. År 1825 deltog han i upprättandet av Bergens museum och verkade sedan med varmt intresse för denna inrättning. I museets tidskrift, "Urda", lät han trycka åtskilliga uppsatser, de flesta av antikvariskt innehåll. Även i detta hänseende inlade Christie stora förtjänster genom att skapa ett vetenskapligt centrum för det västra Norge. Han älskade museet och arbetade mycket för det. 
Även om hans politiska anseende förblev stort och trots att han 1835 återvaldes, ville han inte längre delta i det offentliga livet. Han ägnade sig uteslutande åt sitt ämbete, åt vetenskapen och åt Bergen, som var honom kärare än alla andra städer. Christies dagbok från 1815 utgavs i norsk Historisk Tidsskrift 1900-01.